# Tim Schleicher
Pour les articles homonymes, voir Schleicher.
Tim Schleicher, né le 30 décembre 1988 à Nuremberg, est un lutteur libre allemand.

## Palmarès

### Jeux olympiques
- participation aux Jeux olympiques d'été de 2012 à Londres

### Championnats d'Europe
- Médaille de bronze en catégorie des moins de 60 kg en 2013 à Tbilissi